# نيل وودورد
نيل وودورد (بالإنجليزية: Neil Woodward) هو ضابط ورائد فضاء أمريكي، ولد في 26 يوليو 1962 في شيكاغو في الولايات المتحدة.